# Poligon toruński

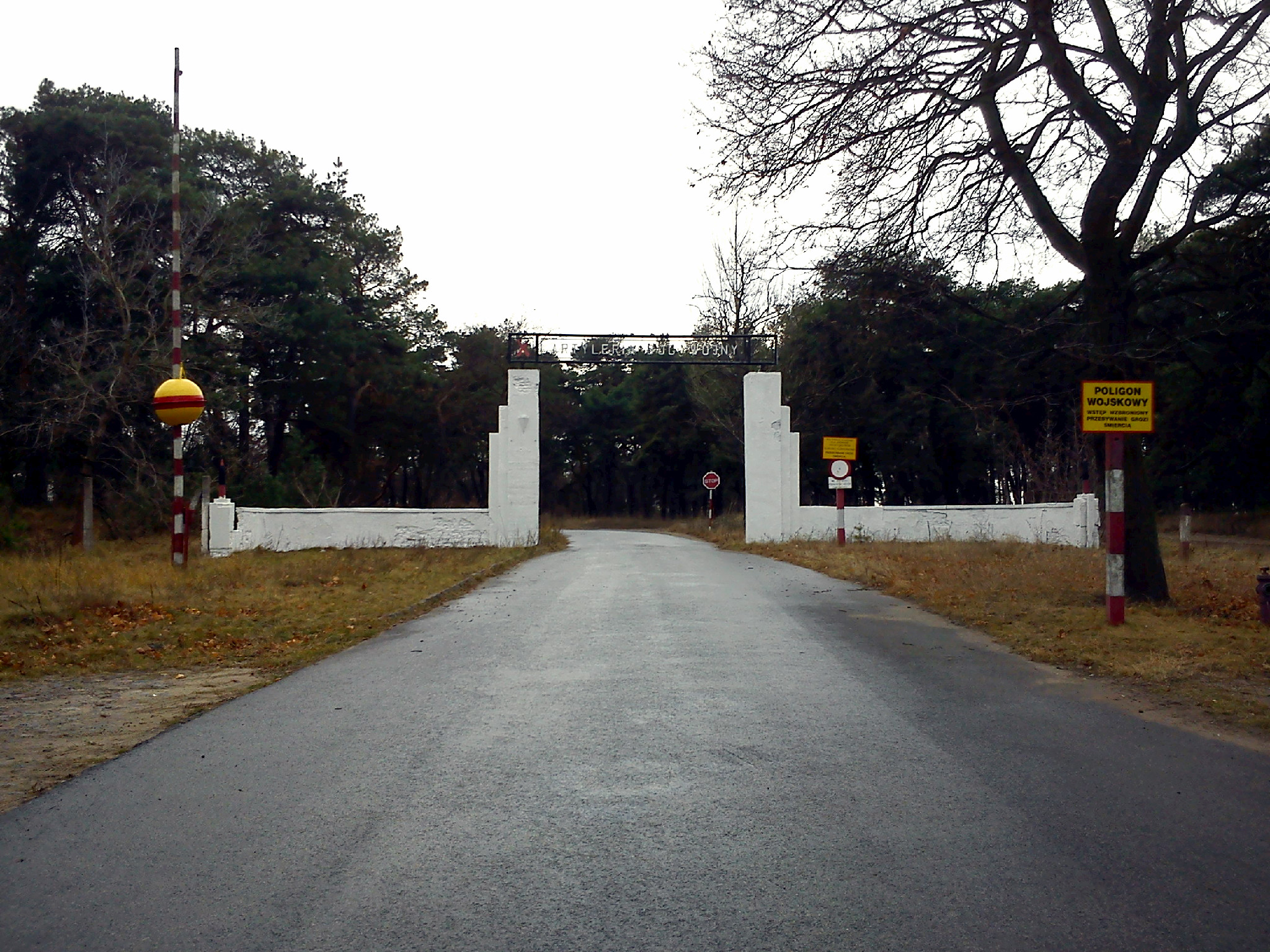
Brama Bóg Wojny

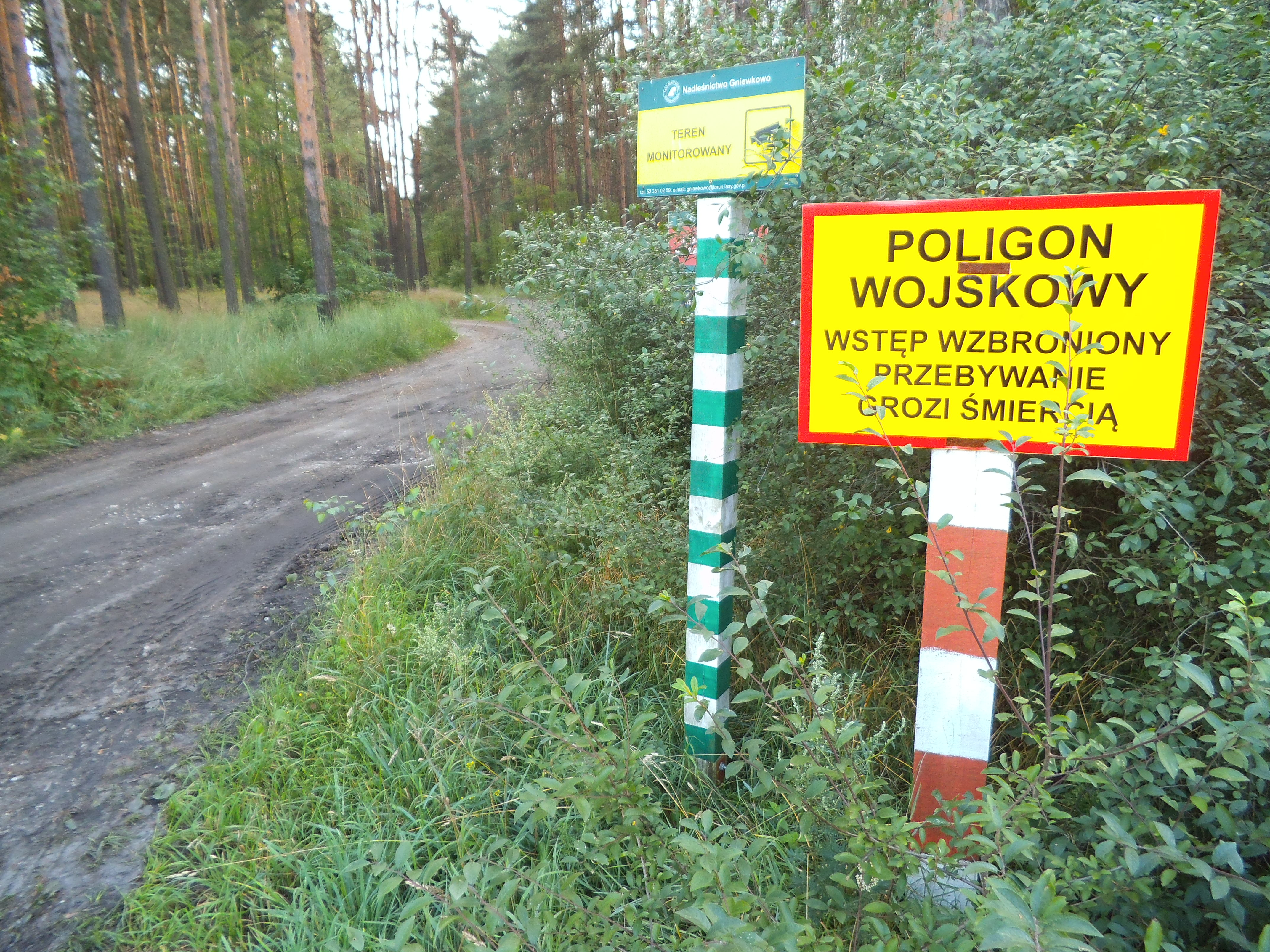
Wjazd na poligon w Czerniewicach (dzielnica Torunia)

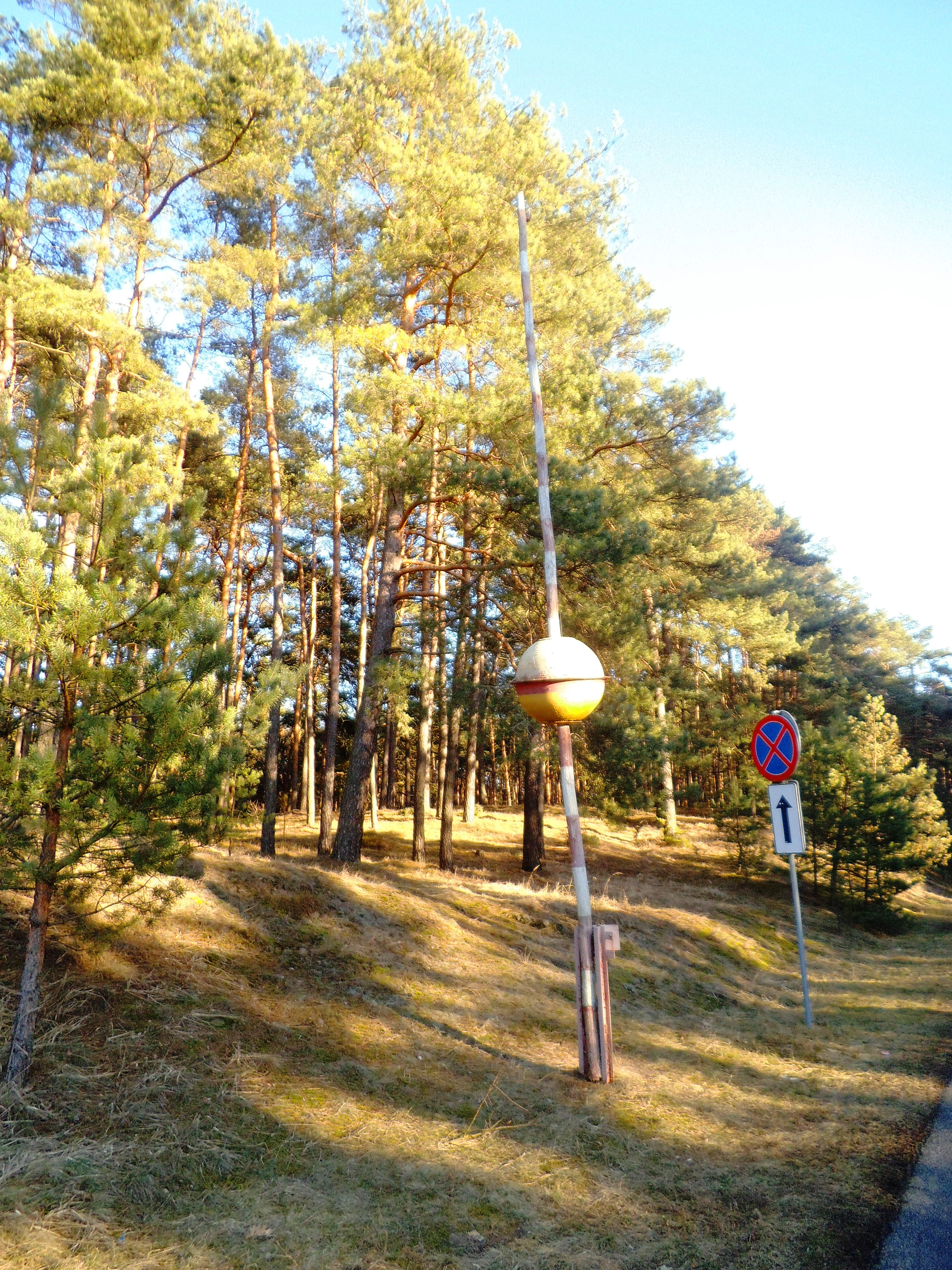
Opuszczona kula na maszcie przy drodze wjazdowej na teren poligonu

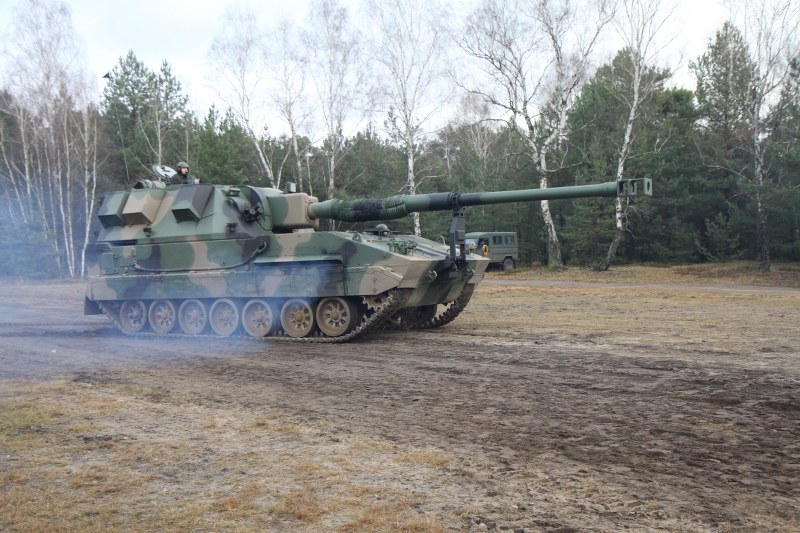
Krab, Poligon toruński - Święto Wojsk Rakietowych i Artylerii (30 listopada 2012)

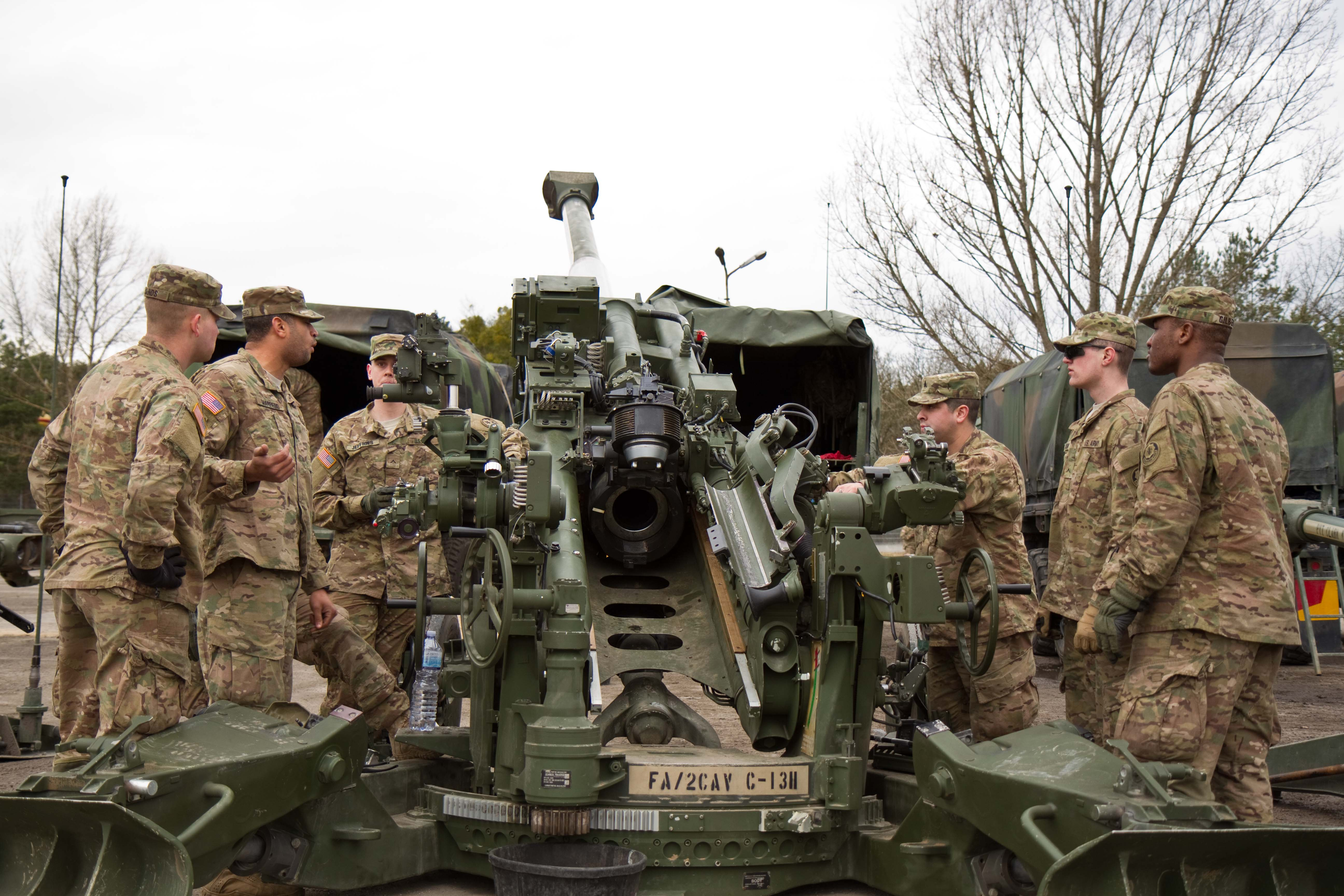
Armatohaubica ciągniona

Poligon toruński – czynny poligon artyleryjski, znajduje się częściowo w lewobrzeżnych częściach Torunia (Stawki i Podgórz), a częściowo na terenie południowym powiatu toruńskiego i zajmuje pow. ok. 124 kilometrów kwadratowych.

## Charakterystyka
Poligon toruński znajduje się na Kujawach na wschodnim krańcu Puszczy Bydgoskiej i zajmuje fragment rozległego obszaru wydmowego na skraju Kotliny Toruńskiej. Ma prawie 16 km długości z północy na południe i 13 km szerokości ze wschodu ku zachodowi. W przeszłości obszar obecnego poligonu z uwagi na bardzo liche piaszczyste gleby był słabo wykorzystywany gospodarczo i w dużej części niezamieszkały, chociaż przetrwały nazwy dawnych wsi i przysiółków takich jak Fryze, Dębiniec, Kuchnia, Pieczenia, Popioły lub Popiołowo, Wygoda i Wódek.
Poligon służy przede wszystkim żołnierzom Centrum Szkolenia Artylerii i Uzbrojenia im. gen. Józefa Bema w Toruniu, choć także bywa terenem ćwiczeń wojsk NATO. 
W lutym 2016 roku odbywały się na nim wspólne ćwiczenia polskich i amerykańskich żołnierzy. Artylerzyści z obu tych krajów wykonywali zadania ogniowe oraz ćwiczenia rozpoznawcze. Pobyt w Toruniu żołnierzy amerykańskich z 2 pułku kawalerii USA był elementem ćwiczeń „Dragoon Shock”. Natomiast 7 czerwca odbyły się ćwiczenia desantowe wojsk NATO pod kryptonimem Anakonda 2016.

## Historia

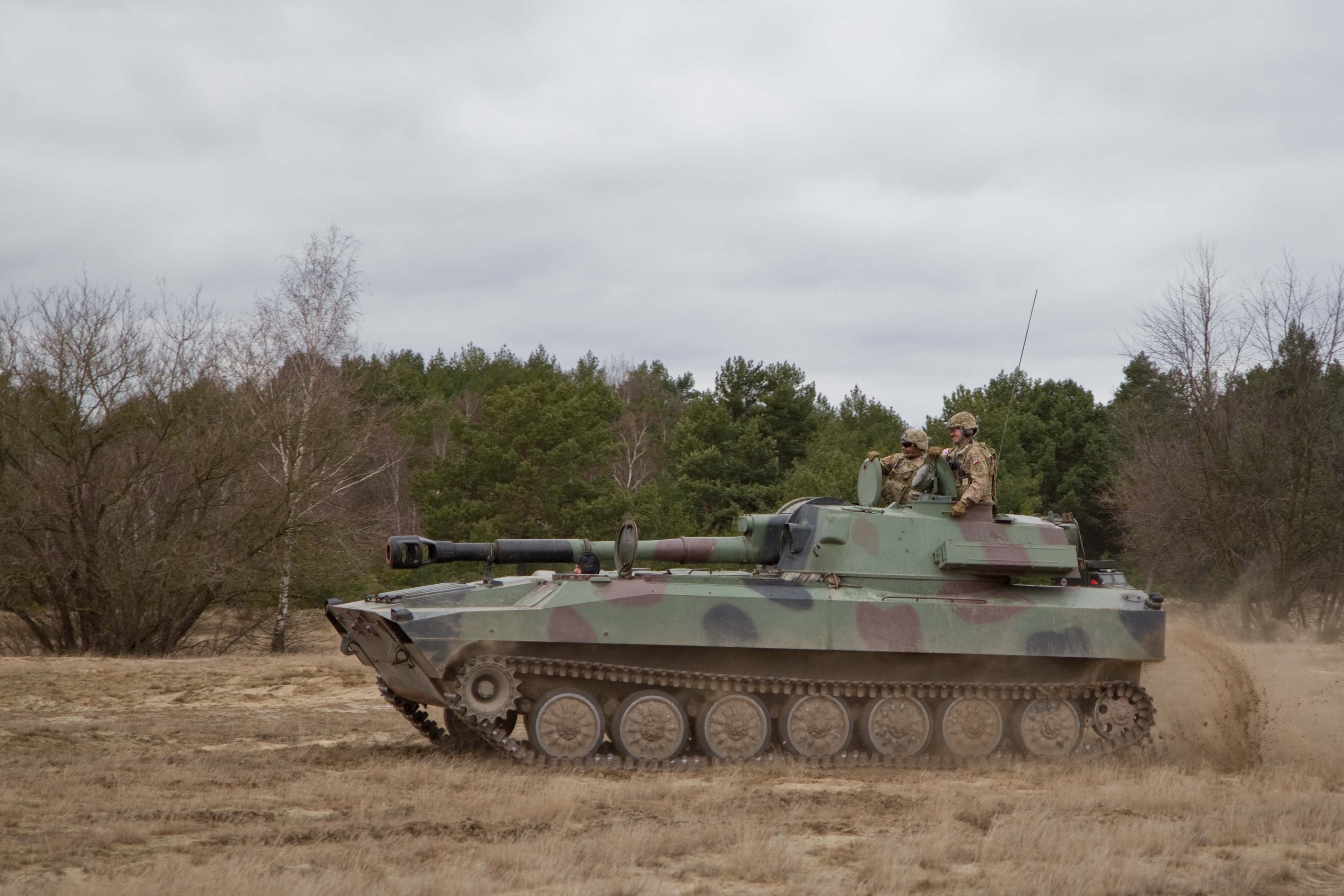
Wspólne ćwiczenia Wojsk Lądowych i United States Army, Goździk

### Pierwsze ćwiczenia
Pierwsze opisane ćwiczenia artyleryjskie w Toruniu odbyły się w 1607 roku. Armaty ustawiono na Menniczym Szańcu blisko ruin krzyżackiego zamku i strzelano przez Wisłę do celów ustawionych na Kępie Bazarowej. Ćwiczenia powtarzano co kilka lat i brali w nich udział puszkarze z Korony, Prus Królewskich i podobno z Litwy. Po strzelaniach zimą 1621 roku następne, w 1625 roku, odbyły się już na terenie położonym na południe od wsi Podgórz u podnóża Góry Kątowej.
Wiosną 1659 roku w pobliżu Góry Kątowej oswobodziciel Torunia kanclerz wielki i hetman polny koronny Jerzy Sebastian Lubomirski zarządził manewry wojsk, a w tym strzelanie z armat. Celem ćwiczeń było zgranie jego wojsk z wojskami regimentarza Stefana Czarnieckiego, które właśnie powróciły z wyprawy do Danii. Podczas tych manewrów artylerią koronną dowodził starszy nad armatą gen. Krzysztof Grodzicki. Zaraz po ćwiczeniach całe wojsko udało się na odsiecz Grudziądzowi i Gdańskowi. Pamiątką po tym wydarzeniu są nazwy wzgórz na poligonie: Góra Hetmańska i Góra Czarnieckiego.

### Historia kapliczki na poligonie
w 1812 roku poligon był chwilowo wykorzystany przez wojska francuskie i z tym wydarzeniem miejscowa tradycja wiąże drewnianą kapliczkę konstrukcji zrębowej z 1765 roku, stojącą niegdyś przy tzw. trakcie warszawskim. Kapliczkę pw. Matki Boskiej Częstochowskiej nazywano „napoleońską” na pamiątkę pobytu na tym terenie wojsk cesarskich. Obiekt przetrwał wszystkie wojny i strzelania na poligonie, do 1848 roku zamieszkiwali przy niej pustelnicy, ale w XX w. był w nie najlepszym stanie i za zgodą ówczesnych władz wojewódzkich w 1974 roku przeniesiony został do Wielkopolskiego Parku Etnograficznego w Dziekanowicach nad Jez. Lednickim, a elementy wewnętrznego wystroju oddano proboszczowi parafii w Otłoczynie.

### Kolej wąskotorowa
Szybko zakończona zwycięstwem wojna francusko-pruska (1870–1871) i ukończenie budowy linii kolejowej Poznań–Wystruć (1872) pozwoliły pruskim władzom na podjęcie decyzji o rozbudowie poligonu. W 1874 roku wydano przepis o przymusowym wykupie terenów na potrzeby wojska w pobliżu twierdz i poligonów. Wybudowano istniejącą do dziś bocznicę kolejową z Czerniewic do składów amunicyjnych oraz doprowadzono kolejkę wąskotorową (już nieistniejącą) w głąb poligonu. Stacja przeładunkowa między koleją normalnotorową a wąskotorową znajdowała się przy ul. Podgórskiej, blisko fortu kolejowego.

### Pierwsze szkoły artylerii
Dnia 18 stycznia 1920 roku oddziały Pomorskiej Dywizji Strzelców pod dowództwem płk Stanisława Skrzyńskiego dotarły do Podgórza od strony Inowrocławia. Trzy salwy z armat stojących na poligonie były sygnałem do przejęcia władzy przez polską administrację. Nagromadzenie obiektów wojskowych w Toruniu i na poligonie spowodowało zlokalizowanie w tym mieście siedziby dowództwa VIII Okręgu Wojskowego. Wojsko Polskie też potrzebowało obiektów szkoleniowych, dlatego wykorzystując istniejące
koszary, baraki i poligon szybko, bo już w 1921 roku utworzono Szkołę Strzelań Artylerii, będącą później częścią Obozu Szkolnego Artylerii, przekształconego następnie w Centrum Wyszkolenia Artylerii, a poligon w 1924 roku stał się Centralnym Poligonem Artylerii. Po powiększeniu jego terytorium o teren  koło Chorągiewki i Kijewa (darowizna kpt. Michała Wieliczko-Wielickiego) w 1927 roku poligon liczył prawie 40 kilometrów kwadratowych i był nowocześnie wyposażony. Dysponował wyznaczonymi stanowiskami ogniowymi z zaopatrzeniem w amunicję za pomocą kolejki wąskotorowej, określono dokładnie pola ognia z tarczownią dla celów ruchomych i nieruchomych oraz pasy bezpieczeństwa, posiadał sieć łączności telefonicznej z wykorzystaniem linii naziemnych i kabli podziemnych, dla obserwacji efektów strzelań rozbudowano system schronów obserwacyjnych, a także wykonano sygnalizację ostrzegawczą dla cywilów o prowadzonych ćwiczeniach w postaci masztów z podnoszonymi na nich kulistymi koszami, istniejącymi do dziś. Naczelny Dowódca Wojska Polskiego gen. Michał Rola-Żymierski rozkazem z 5 kwietnia 1945 roku przywrócił istnienie Centralnego Poligonu Artyleryjskiego nr 1 i zaraz po zakończeniu II wojny światowej rozpoczęły się normalne szkolenia. Wtedy to ponownie powiększono teren poligonu od strony południowej, likwidując m.in. wieś Popioły i przenosząc nielicznych jej mieszkańców do Wielkiej Nieszawki, do gospodarstw opuszczonych przez ludność niemiecką. Od 1946 roku pracowały już warsztaty, przygotowujące makiety celów i przeprowadzające remonty sprzętu. W szkoleniach wykorzystywano działa radzieckie oraz zdobyczne niemieckie. Powojenne kłopoty aprowizacyjne częściowo złagodzono przez przejęcie i zagospodarowanie majątku w Warzynie. Pojawienie się broni rakietowej na wyposażeniu Ludowego Wojska Polskiego wymusiło dalszą modernizację infrastruktury poligonowej. Pokaz pierwszego strzelania przeciwpancernymi pociskami kierowanymi odbył się wiosną 1964 roku. W 1971 roku na toruńskim poligonie odbył się pierwszy start rakiety taktycznej. W 1986 roku przeprowadzono ćwiczenia taktyczne połączone ze strzelaniem rakietami z ładunkiem kasetowym. Centralny Poligon Artyleryjski nr 1 istniał do 30 września 1994 roku, później stał się poligonem dla Wyższej Szkoły Artylerii i Wojsk Rakietowych w Toruniu, a po jej likwidacji od 1 października 2002 roku podlega pod Centrum Szkolenia Artylerii i Uzbrojenia.

### II wojna światowa
W 1944 roku mając na uwadze zbliżający się front, Wehrmacht zaplanował w rejonie poligonu cztery linie obrony od południa dla Festung Thorn. Pierwszą linią, patrząc od strony miasta, była linia fortów, stanowiących jednocześnie zaplecze magazynowe i materiałowe dla pozostałych linii obrony. Drugą stanowiły polowe umocnienia ziemne od Glinek do wzgórza Sypka i dalej na wschód w kierunku Brzozy Toruńskiej. Trzecią był system zapór wraz z ręcznie kopanym rowem przeciwpancernym długości ok. 14,5 km, zaczynający się na wschodzie koło Karczemki (poza
poligonem) i przecinający szosę oraz tor kolejowy do Włocławka. 600 m na zachód od toru rów rozwidlał się w kierunku północnym i biegł w przybliżeniu równolegle do toru (dodatkowe 5,5 km), a główny odcinek rowu biegł początkowo na południe, aby po 1 km skręcić na pd.-zach., a później na zachód, przecinając dawny trakt warszawski 150 m na południe od kapliczki. Od tego miejsca biegł tylko w kierunku zachodnim, przecinając Drogę Wódecką i Szosę Służewską i dochodząc prawie do torów kolejowych z Torunia do Inowrocławia. Ten rów przeciwpancerny przetrwał do naszych czasów i w terenie jest łatwy do znalezienia. Czwartą linię obrony zaplanowano w oparciu o północną skarpę doliny Tążyny i wtedy było to już poza poligonem.
W tym celu zaprojektowano i wykonano gniazda oporu, składające się z betonowego schronu piechoty (dla 7 żołnierzy) o zewnętrznych rozmiarach 7,7 m, kilku betonowych schronów bojowych typu Ringstand R58c, zwanych popularnie „tobrukami”, połączonymi ze sobą rowami łącznikowymi. Wszystko to okazało się niepotrzebne, ponieważ Armia Czerwona początkowo ominęła od południa Toruń.